# Vilho Väyrynen
Vilho Ferdinand Valdemar Väyrynen, född 12 mars 1912 i Kemijärvi, död 23 mars 2000 i Rovaniemi, var en finländsk advokat och politiker (Socialdemokraterna). Han representerade Lapplands valkrets i Finlands riksdag 1948–1962.
Väyrynen var Finlands inrikesminister i regeringen Fagerholm II från mars 1956 till maj 1957 och samtidigt Finlands justitieminister från mars till maj 1956.